# Lijst van afleveringen van Mad About You
Dit is een lijst met afleveringen van de Amerikaanse televisieserie Mad About You. De serie telt 7 seizoenen. Een overzicht van alle afleveringen is hieronder te vinden.

## Seizoen 1
| Nr. | Titel aflevering          | Uitzenddatum VS   |
| --- | ------------------------- | ----------------- |
| 1   | Romantic Improvisations   | 23 september 1992 |
| 2   | Sofa's Choice             | 30 september 1992 |
| 3   | Sunday Times              | 7 oktober 1992    |
| 4   | Out of the Past           | 14 oktober 1992   |
| 5   | Paul in the Family        | 21 oktober 1992   |
| 6   | I'm Just So Happy for You | 28 oktober 1992   |
| 7   | Token Friend              | 4 november 1992   |
| 8   | The Apartment             | 11 november 1992  |
| 9   | Riding Backwards          | 18 november 1992  |
| 10  | Neighbors from Hell       | 9 december 1992   |
| 11  | Met Someone               | 16 december 1992  |
| 12  | Maid About You            | 6 januari 1993    |
| 13  | Togetherness              | 13 januari 1993   |
| 14  | Weekend Getaway           | 27 januari 1993   |
| 15  | The Wedding Affair        | 6 februari 1993   |
| 16  | Love Among the Tiles      | 13 februari 1993  |
| 17  | The Billionaire           | 20 februari 1993  |
| 18  | The Man Who Said Hello    | 27 februari 1993  |
| 19  | Swept Away                | 1 mei 1993        |
| 20  | The Spy Who Loved Me      | 8 mei 1993        |
| 21  | The Painter               | 15 mei 1993       |
| 22  | Happy Anniversary         | 22 mei 1993       |

## Seizoen 2
| Nr. | Titel aflevering             | Uitzenddatum VS   |
| --- | ---------------------------- | ----------------- |
| 1   | Murray's Tale                | 16 september 1993 |
| 2   | Bing, Bang, Boom             | 23 september 1993 |
| 3   | Bedfellows                   | 30 september 1993 |
| 4   | Married to the Job           | 7 oktober 1993    |
| 5   | So I Married a Hair Murderer | 14 oktober 1993   |
| 6   | The Unplanned Child          | 28 oktober 1993   |
| 7   | Natural History              | 4 november 1993   |
| 8   | Surprise                     | 11 november 1993  |
| 9   | A Pair of Hearts             | 18 november 1993  |
| 10  | It's a Wrap                  | 2 december 1993   |
| 11  | Edna Returns                 | 9 december 1993   |
| 12  | Paul Is Dead                 | 6 januari 1994    |
| 13  | Same Time Next Week          | 13 januari 1994   |
| 14  | The Late Show                | 27 januari 1994   |
| 15  | Virtual Reality              | 3 februari 1994   |
| 16  | Cold Feet                    | 10 februari 1994  |
| 17  | Instant Karma                | 14 februari 1994  |
| 18  | The Tape                     | 24 februari 1994  |
| 19  | Love Letters                 | 10 maart 1994     |
| 20  | The Last Scampi              | 7 april 1994      |
| 21  | Disorientation               | 28 april 1994     |
| 22  | Storms We Cannot Weather     | 5 mei 1994        |
| 23  | Up All Night                 | 12 mei 1994       |
| 24  | With This Ring               | 19 mei 1994       |

## Seizoen 3
| Nr. | Titel aflevering         | Uitzenddatum VS   |
| --- | ------------------------ | ----------------- |
| 1   | Escape from New York     | 22 september 1994 |
| 2   | Home                     | 29 september 1994 |
| 3   | Till Death Do Us Part    | 6 oktober 1994    |
| 4   | When I'm Sixty-Four      | 13 oktober 1994   |
| 5   | Legacy                   | 20 oktober 1994   |
| 6   | Pandora's Box            | 3 november 1994   |
| 7   | The Ride Home            | 10 november 1994  |
| 8   | Giblets for Murray       | 17 november 1994  |
| 9   | Once More with Feeling   | 8 december 1994   |
| 10  | The City                 | 15 december 1994  |
| 11  | Our Fifteen Minutes      | onbekend          |
| 12  | How to Fall in Love      | 19 januari 1995   |
| 13  | Mad About You: Part 1    | 2 februari 1995   |
| 14  | Mad About You: Part 2    | 2 februari 1995   |
| 15  | Just My Dog              | 9 februari 1995   |
| 16  | The Alan Brady Show      | 16 februari 1995  |
| 17  | Mad Without You          | 23 februari 1995  |
| 18  | Purseona                 | 9 maart 1995      |
| 19  | Two Tickets to Paradise  | 30 maart 1995     |
| 20  | Money Changes Everything | 27 april 1995     |
| 21  | Cake Fear                | 4 mei 1995        |
| 22  | My Boyfriend's Back!     | 11 mei 1995       |
| 23  | Up in Smoke              | 18 mei 1995       |

## Seizoen 4
| Nr. | Titel aflevering                           | Uitzenddatum VS   |
| --- | ------------------------------------------ | ----------------- |
| 1   | New Sleep-walking PLUS                     | 24 september 1995 |
| 2   | The Parking Space                          | 1 oktober 1995    |
| 3   | The Test                                   | 8 oktober 1995    |
| 4   | The Good, the Bad and the Not-So-Appealing | 29 oktober 1995   |
| 5   | I Don't See It                             | 5 november 1995   |
| 6   | Yoko Said                                  | 12 november 1995  |
| 7   | An Angel for Murray                        | 19 november 1995  |
| 8   | The Couple                                 | 26 november 1995  |
| 9   | New Year's Eve                             | 17 december 1995  |
| 10  | Ovulation Day                              | 7 januari 1996    |
| 11  | Get Back                                   | 14 januari 1996   |
| 12  | Dream Weaver                               | 4 februari 1996   |
| 13  | Hot & Cold                                 | 18 februari 1996  |
| 14  | Fertility                                  | 25 februari 1996  |
| 15  | Everybody Hates Me                         | 10 maart 1996     |
| 16  | Do Me a Favor                              | 17 maart 1996     |
| 17  | The Glue People                            | 24 maart 1996     |
| 18  | The Sample                                 | 31 maart 1996     |
| 19  | The Procedure                              | 14 april 1996     |
| 20  | The Weed                                   | 21 april 1996     |
| 21  | The Award                                  | 28 april 1996     |
| 22  | The Finale: Part 1                         | 5 mei 1996        |
| 23  | The Finale: Part 2                         | 12 mei 1996       |
| 24  | The Finale: Part 3                         | 19 mei 1996       |

## Seizoen 5
| Nr. | Titel aflevering              | Uitzenddatum VS   |
| --- | ----------------------------- | ----------------- |
| 1   | Dr. Wonderful                 | 17 september 1996 |
| 2   | The Grant                     | 24 september 1996 |
| 3   | Therapy                       | 15 oktober 1996   |
| 4   | Clip Show                     | 22 oktober 1996   |
| 5   | Burt's Building               | 29 oktober 1996   |
| 6   | Jamie's Parents               | 12 november 1996  |
| 7   | Outbreak                      | 19 november 1996  |
| 8   | Every Good Boy Deserves Fudge | onbekend          |
| 9   | The Gym                       | 17 december 1996  |
| 10  | Chicken Man                   | 7 januari 1997    |
| 11  | The Recital                   | 14 januari 1997   |
| 12  | The Handyman                  | 21 januari 1997   |
| 13  | Astrology                     | 4 februari 1997   |
| 14  | The Penis                     | 11 februari 1997  |
| 15  | Citizen Buchman               | 18 februari 1997  |
| 16  | Her Houseboy Coco             | 25 februari 1997  |
| 17  | On the Road                   | 18 maart 1997     |
| 18  | The Cockatoo                  | 1 april 1997      |
| 19  | The Touching Game             | 15 april 1997     |
| 20  | Dry Run                       | onbekend          |
| 21  | Guardianhood                  | 6 mei 1997        |
| 22  | The Feud                      | 6 mei 1997        |
| 23  | The Birth: Part 1             | 20 mei 1997       |
| 24  | The Birth: Part 2             | 20 mei 1997       |

## Seizoen 6
| Nr. | Titel aflevering           | Uitzenddatum VS   |
| --- | -------------------------- | ----------------- |
| 1   | Coming Home                | 23 september 1997 |
| 2   | Letters to Mabel           | 30 september 1997 |
| 3   | Speed Baby                 | 28 oktober 1997   |
| 4   | Uncle Phil and the Coupons | 4 november 1997   |
| 5   | Moody Blues                | 11 november 1997  |
| 6   | The Magic Pants            | 18 november 1997  |
| 7   | Le Sex Show                | 25 november 1997  |
| 8   | The New Friend             | 9 december 1997   |
| 9   | The Conversation           | onbekend          |
| 10  | Breastfeeding              | 6 januari 1998    |
| 11  | Good Old Reliable Nathan   | 13 januari 1998   |
| 12  | Separate Planes            | 20 januari 1998   |
| 13  | Cheating on Sheila         | 24 februari 1998  |
| 14  | Back to Work               | 3 maart 1998      |
| 15  | The 2nd Mrs. Buchman       | 17 maart 1998     |
| 16  | The Coin of Destiny        | 24 maart 1998     |
| 17  | The Caper                  | 31 maart 1998     |
| 18  | The Baby Video             | 14 april 1998     |
| 19  | Fire at Riff's             | 28 april 1998     |
| 20  | Mother's Day               | 5 mei 1998        |
| 21  | Paul Slips in the Shower   | 12 mei 1998       |
| 22  | Nat & Arley                | 19 mei 1998       |
| 23  | The Finale                 | 19 mei 1998       |

## Seizoen 7
| Nr. | Titel aflevering                    | Uitzenddatum VS   |
| --- | ----------------------------------- | ----------------- |
| 1   | Season Opener                       | 22 september 1998 |
| 2   | A Pain in the Neck                  | 29 september 1998 |
| 3   | Tragedy Plus Time                   | 27 oktober 1998   |
| 4   | There's a Puma in the Kitchen       | 3 november 1998   |
| 5   | The Silent Show                     | 10 november 1998  |
| 6   | Weekend in L.A.                     | 17 november 1998  |
| 7   | The Thanksgiving Show               | 24 november 1998  |
| 8   | The Buried Fight                    | 14 december 1998  |
| 9   | Farmer Buchman                      | 11 januari 1998   |
| 10  | Win a Free Car                      | 18 januari 1999   |
| 11  | The Honeymoon                       | 25 januari 1999   |
| 12  | Valentine's Day                     | 8 februari 1999   |
| 13  | Virtual Reality II                  | 22 februari 1999  |
| 14  | Uncle Phil Goes Back to High School | 1 maart 1999      |
| 15  | Murray at the Dog Show              | 26 april 1999     |
| 16  | Millennium Bug                      | 26 april 1999     |
| 17  | Separate Beds                       | 3 mei 1999        |
| 18  | Stealing Burt's Car                 | 10 mei 1999       |
| 19  | Paved with Good Intentions          | 13 mei 1999       |
| 20  | The Dirty Little Secret             | 17 mei 1999       |
| 21  | The Final Frontier                  | 24 mei 1999       |